# Semini

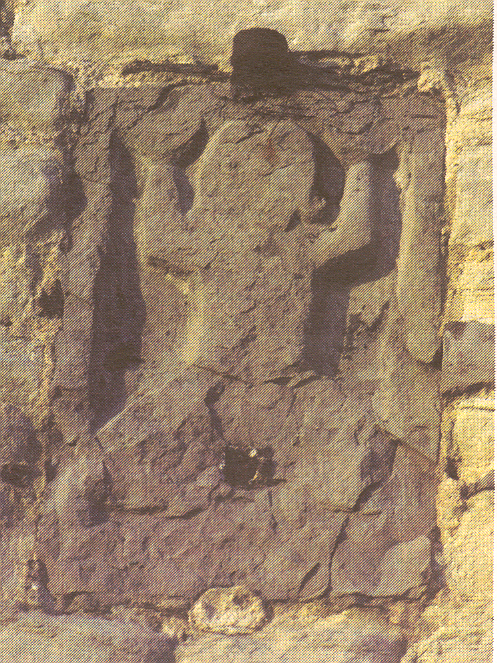
Het Semini-beeldje, toestand in 2005

Semini is de naam die de Antwerpenaars gaven aan het kleine bas-reliëf in Doornikse steen, amper 37 x 58 cm, ingemetseld boven de poort van het oude 'Steen' te Antwerpen.

## Oorsprong
Vermoedelijk was het beeld niet voor deze plaats bestemd en is het mogelijk zelfs ouder dan het Steen zelf. Classica Berthe Ranz plaatst het zelfs in de Gallo-Romeinse tijd, wat het tot het oudste beeld in het Antwerpse straatbeeld zou maken. Men veronderstelt dat het pas later ingewerkt werd in het Steen tijdens een van de verbouwingen die de vestingmuren van de Antwerpse burcht bestand moesten maken tegen nieuwe oorlogswapens.

## Etymologie
De naam ‘Semini’ wordt pas voor het eerst vermeld in een reisgids uit 1859 van de Engelsman W.H.J. Weale. Hij schreef dat de Antwerpenaars (toen) nog altijd ‘O Semini god zegden, wat veronderstelt dat de naam toen al enige tijd gemeengoed was. Berthe Rantz zag in de naam een samentrekking van Jesu Domine, zoals in het West-Vlaamse Djeemenis. Anderen verwijzen naar het Latijn voor zaad en voor afstammelingen, zoals in de bijbel, waar ‘Abraham et Semini’ dient gelezen als Abraham en zijn nakomelingen, zijn zaad.
Een andere naam die in verband gebracht werd met het kleine bas-reliëf is ‘god Jumenas’. Amand De Lattin spelde het als ‘God Gymenas’. De gymnastische houding van het figuurtje, met zijn armpjes omhoog, zou deze naam kunnen verklaren.

## Betekenis
De oudste gekende schriftelijke vermeldingen van het bas-reliëf zijn die van Jean Lemaire de Belges uit 1512, Juan Christobal Calvete de Estrella uit 1552 en die van Johannes Goropius Becanus uit 1569.
Deze schrijvers, en vele anderen met hen, zagen in de figuur van het bas-reliëf een verband met de ithyfallische god Priapus, een mannelijk vruchtbaarheidssymbool, dat in de Romeinse en Gallo-Romeinse tijd vaak afgebeeld werd boven poorten en deuren en ook in de velden, ter bescherming van huis en erf. De latere en veel bravere kabouters zouden in hem hun oorsprong vinden.
Andere historici verwijzen voor Semini naar een Scandinavische oorsprong, of naar een Frankische origine. Sommigen zien zelfs in het figuurtje een leeuw, of het wapenschild van de stad Antwerpen. Feit is dat de Katholieke kerk, om de aandacht van het heidense vruchtbaarheidssymbool Semini af te wenden, in de Onze-Lieve-Vrouwekathedraal een kapel inrichtte, waar een reliek van het ‘Preputium Domini’, de voorhuid van Christus, werd vereerd. Hieraan herinneren het ’Besnijdenisraam’, en het glasraam van Godfried van Bouillon in de noorderkruisbeuk.

## Verminking
Na de val van Antwerpen in 1585 en de terugkeer van Jezuïeten e.a. religieuze orden in 1587, werden alle niet-christelijke afbeeldingen uit het stadsbeeld verwijderd. Een beeld van Brabo werd daarbij uit de gevel van het stadhuis gehaald, en vervangen door een Mariabeeld. Van het ingemetselde bas-reliëf van Semini ‘met de kenmerken van een Priapus’ werden vooruitstekende delen (gezicht, handen en penis) weggekapt, ‘zodat niemand er nog aanstoot aan kon nemen’.

## Hedendaagse folklore
In januari 1987, 400 jaar na de inname van de stad door de Spanjaarden en de verminking van het bas-reliëf, werd de vzw AKSIE (Antwerps Komitee Semini in Ere) gesticht, met de bedoeling bij het Antwerps publiek en de autoriteiten aandacht en bescherming te vragen voor dit oude stukje Antwerps erfgoed. Het beeldje heeft erg te lijden van de luchtverontreiniging van de laatste decennia en brokkelt af, want er zijn nooit ernstige pogingen ondernomen om de resten van dit minstens 500 en misschien zelfs 1800 jaar oude bas-reliëf voor verval te behoeden.
Op de eerste zaterdag van de lente wordt sinds 1987 in Antwerpen het Seminifeest gevierd met zang en dans en een stoet in traditionele klederdracht. Koppels die die dag trouwen krijgen een Seminikoek.